# Alexei Borissowitsch Marjin
Alexei Borissowitsch Marjin (russisch Алексей Борисович Марьин; * 29. Oktober 1964 in Moskau; † 10. August 2016) war ein russischer Eishockeytorwart und Nationaltorwart der sowjetischen Eishockeynationalmannschaft, mit der er bei der Weltmeisterschaft 1991 die Bronzemedaille gewann.

## Karriere
Marjin, der in Moskau geboren wurde, begann seine Karriere in der Nachwuchsakademie des HK ZSKA Moskau. Seine ersten Spiele im Erwachsenenbereich bestritt er jedoch beim drittklassigen SKA Swerdlowsk in der Wtoraja Liga. 1984 wechselte er zu Salawat Julajew Ufa, mit dem er 1985 die Perwaja Liga, damals die zweithöchste sowjetische Spielklasse, gewinnen und in die Wysschaja Liga aufsteigen konnte, in der er dann bis 1987 für den Klub aus der Hauptstadt Baschkortostans auf dem Eis stand. Anschließend kehrte er in seine Geburtsstadt zurück und spielte bis zum Jahresende 1992 für den HK Spartak Moskau, mit dem er 1989 und 1990 den Spengler Cup gewinnen konnte. Zum Jahreswechsel 1992/93 verließ er erstmals seine russische Heimat und schloss sich dem EC Graz aus der Österreichischen Eishockey-Liga, mit dem er österreichischer Vizemeister wurde. Nach dem Ende der Saison kehrte er nach Russland zurück und spielte zwei Jahre für den HK Lada Toljatti, mit dem er 1994 die Internationale Hockey-Liga gewann, womit erstmals der sowjetische beziehungsweise russische Titel an eine Mannschaft ging, der nicht aus Moskau kam. In der folgenden Spielzeit wurde er in das All-Star-Team der Ost-Konferenz der Internationalen Hockey-Liga gewählt. 1995 wechselte er zu Krylja Sowetow Moskau, wo er ebenso wie beim SKA Sankt Petersburg und Kristall Elektrostal aber nur jeweils ein Jahr blieb. Von 1998 bis 2000 ließ er seine Karriere bei Alba Volán Székesfehérvár in der ungarischen Eishockeyliga ausklingen, wobei er mit dem Klub 1999 den ungarischen Meistertitel erringen konnte.

### International
Im Juniorenbereich spielte Marjin mit der sowjetischen U18-Auswahl bei der Europameisterschaft 1982 und errang dort hinter Schweden und der Tschechoslowakei den dritten Platz. Mit der Nationalmannschaft der Sowjetunion gewann er den Iswestija-Pokal 1990. Außerdem nahm er 1991 sowohl an der Weltmeisterschaft, bei der er mit der Nationalmannschaft die Bronzemedaille erringen konnte, und am Canada Cup teil. Mit der WM-Teilnahme war auch die Teilnahme an der Europameisterschaft verbunden, die die Sowjetunion vor Weltmeister Schweden auf dem ersten Platz abschloss. Zudem gewann er im selben Jahr mit Sbornaja auch die Sweden Hockey Games.

## Erfolge
- 1985 Gewinn der Perwaja Liga und Aufstieg in die Wysschaja Liga mit Salawat Julajew Ufa
- 1989 Spengler-Cup-Sieger mit dem HK Spartak Moskau
- 1990 Spengler-Cup-Sieger mit dem HK Spartak Moskau
- 1994 Gewinn der Internationalen Hockey-Liga und damit Russischer Meister mit dem HK Lada Toljatti
- 1995 All-Star-Team der Ost-Konferenz der Internationalen Hockey-Liga
- 1999 Ungarischer Meister mit Alba Volán Székesfehérvár

### International
- 1982 Bronzemedaille bei der U18-Europameisterschaft
- 1990 Gewinn des Iswestija-Pokals
- 1991 Gewinn der Sweden Hockey Games
- 1991 Bronzemedaille bei der Weltmeisterschaft

- Goldmedaille bei der Europameisterschaft